# Talnach
Talnach (ryska Талнах) är en ort i Sibirien i Ryssland. Den ligger ett par mil nordost om centrala Norilsk och var tidigare en egen stad, men räknas sedan 2005 som en del av Norilsks stad och utgör numera ett av Norilsks stadsdistrikt. Folkmängden uppgick till 47 307 invånare vid folkräkningen 2010.

## Galleri

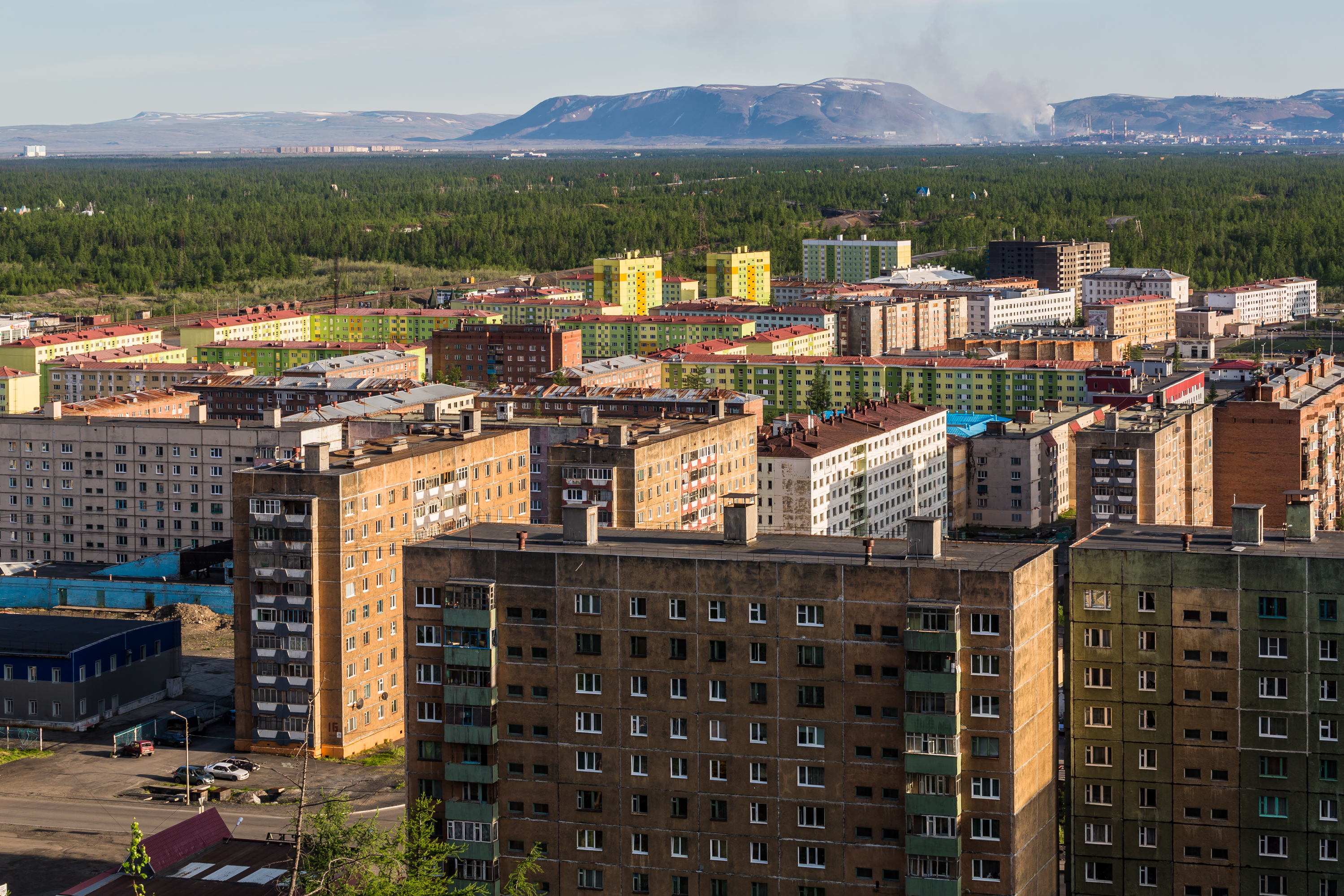
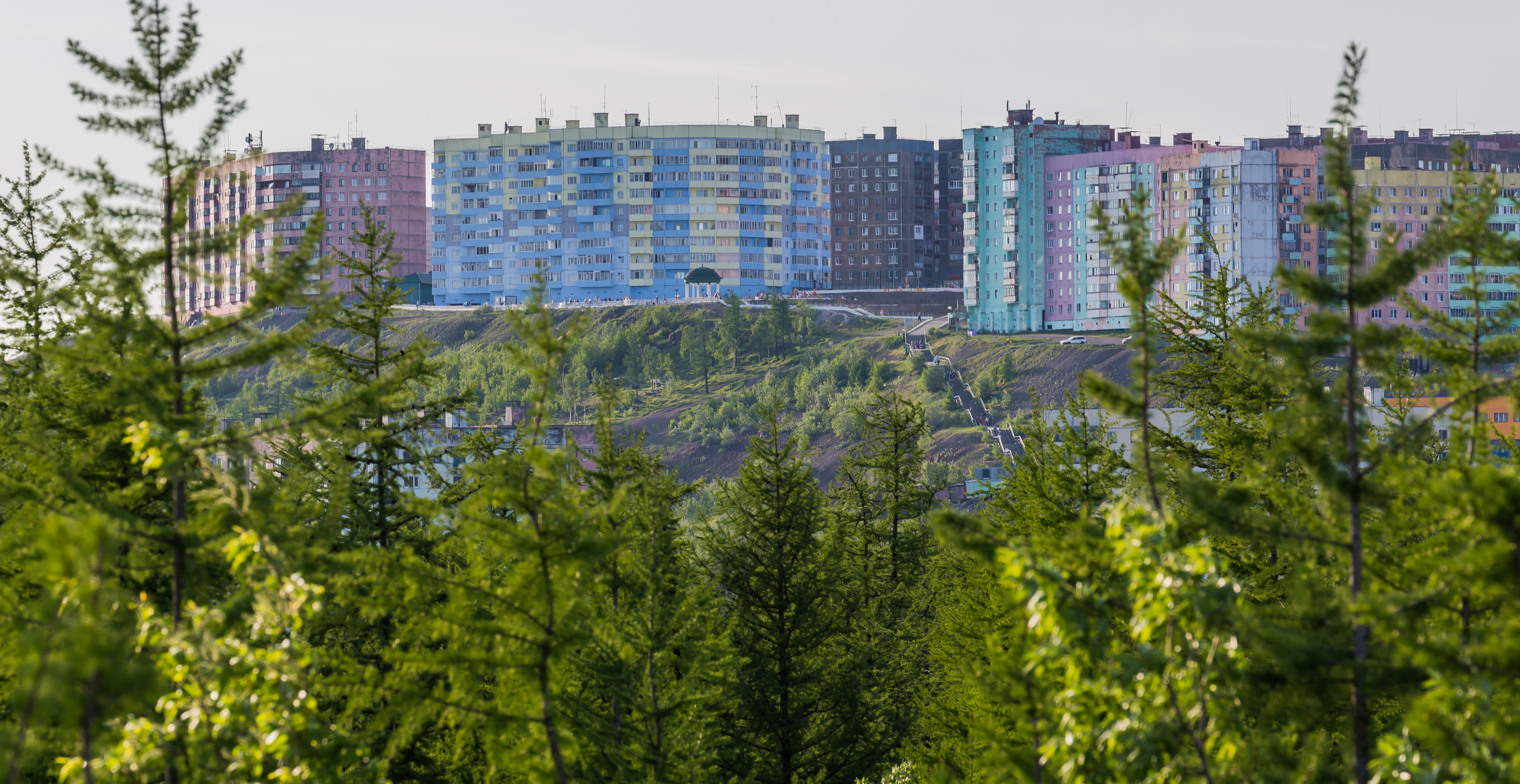
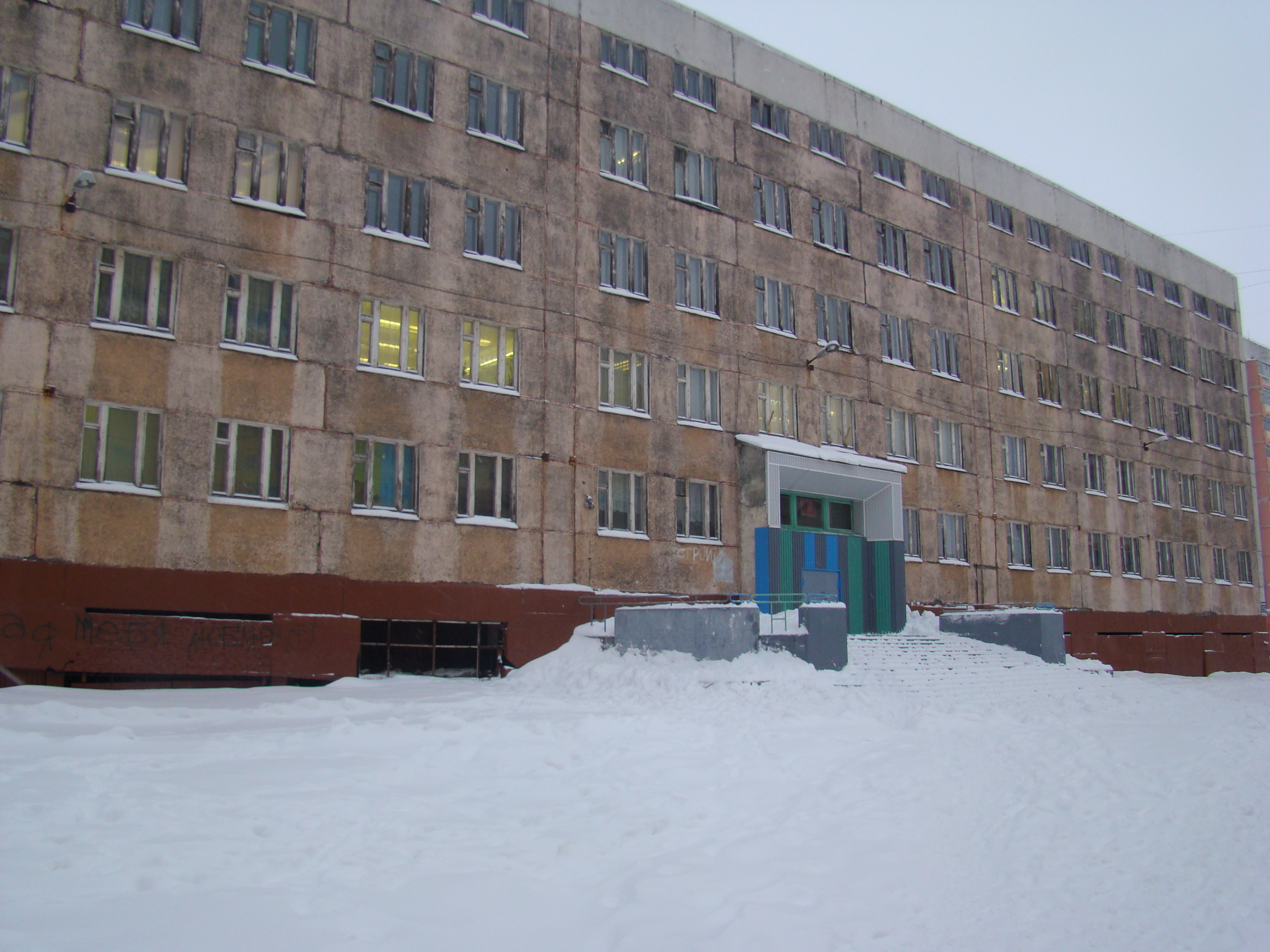
Skola nr. 43
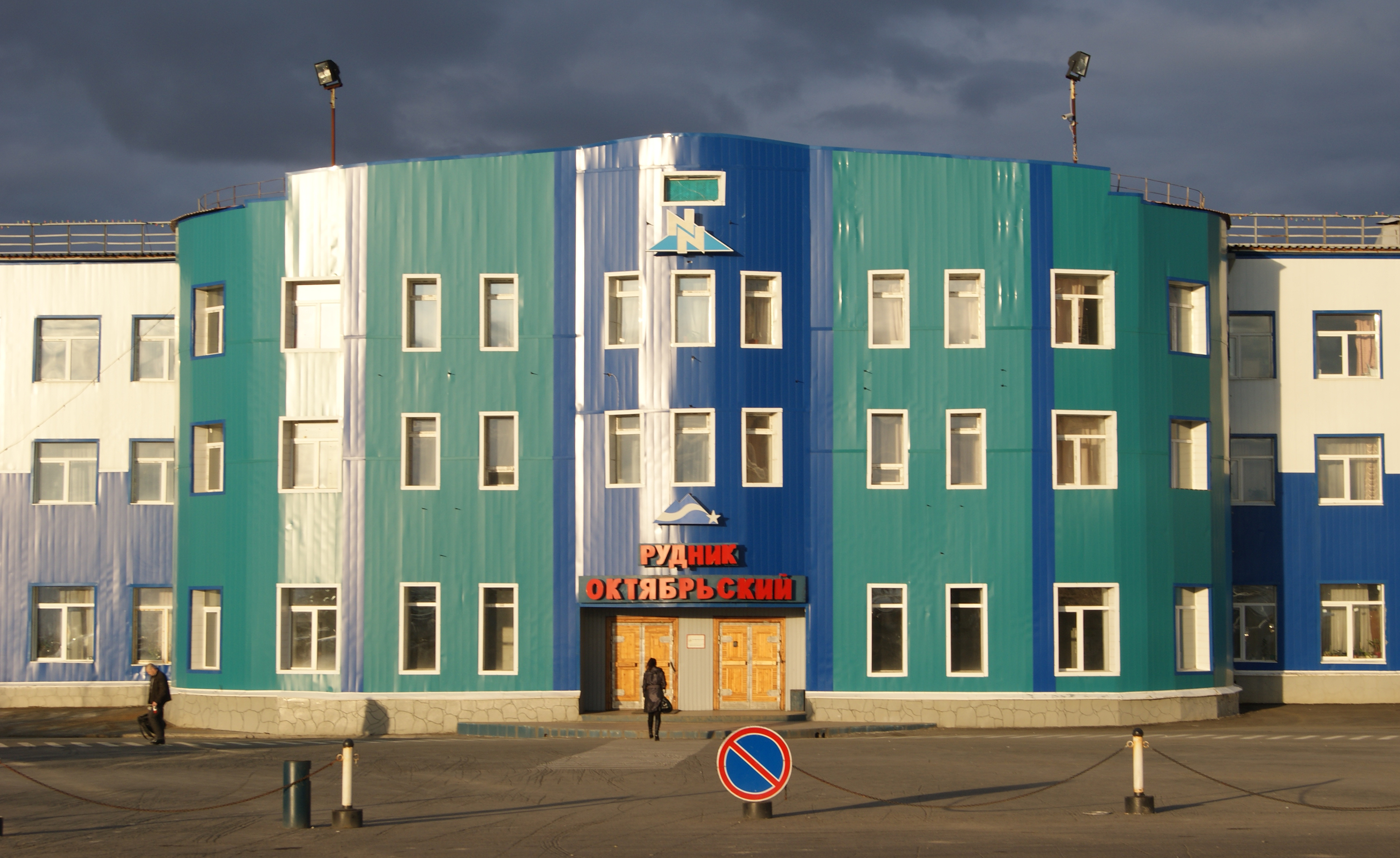
Oktjabrskijgruvans administrations- och bostadsbyggnad.
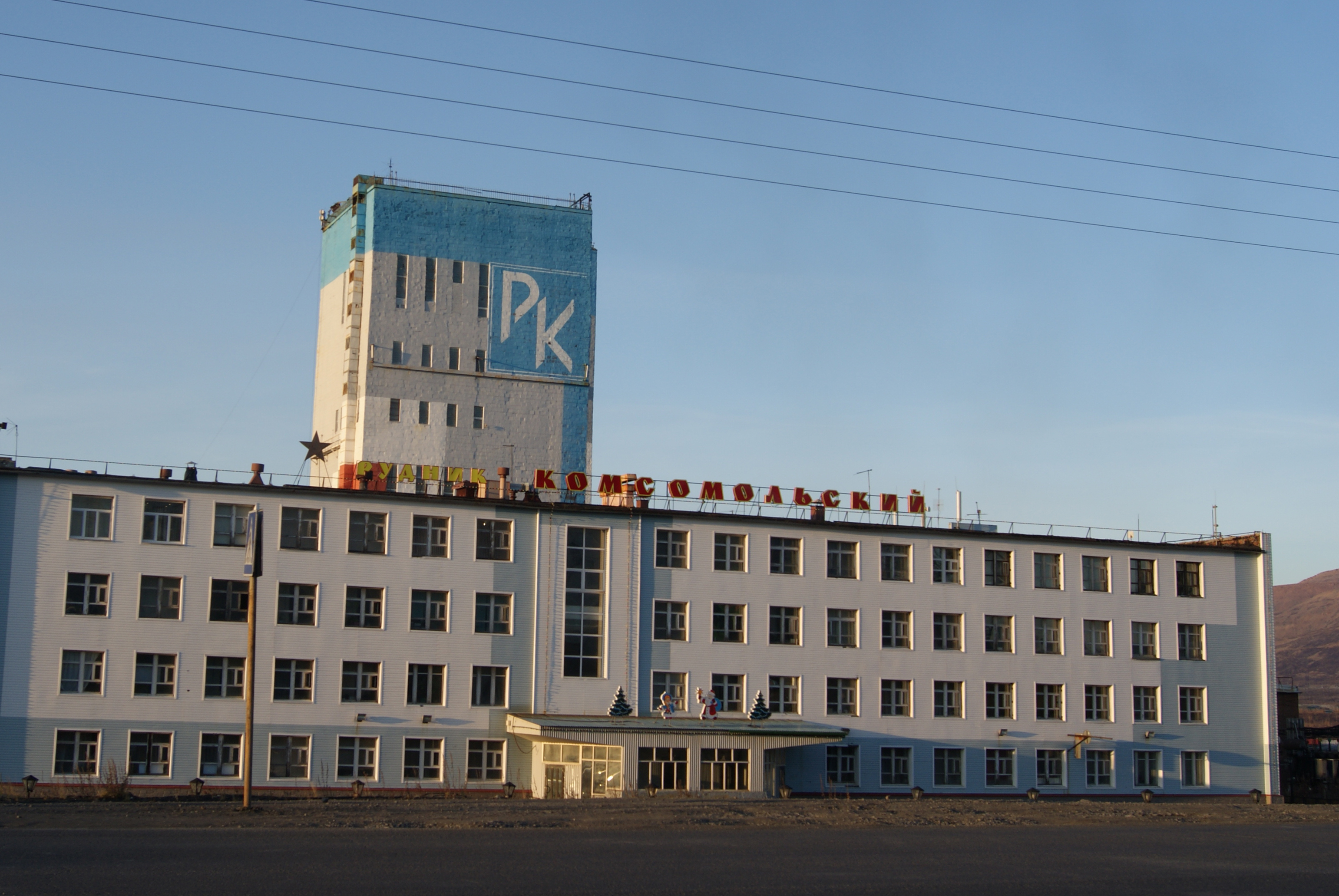
Komsomolskijgruvan
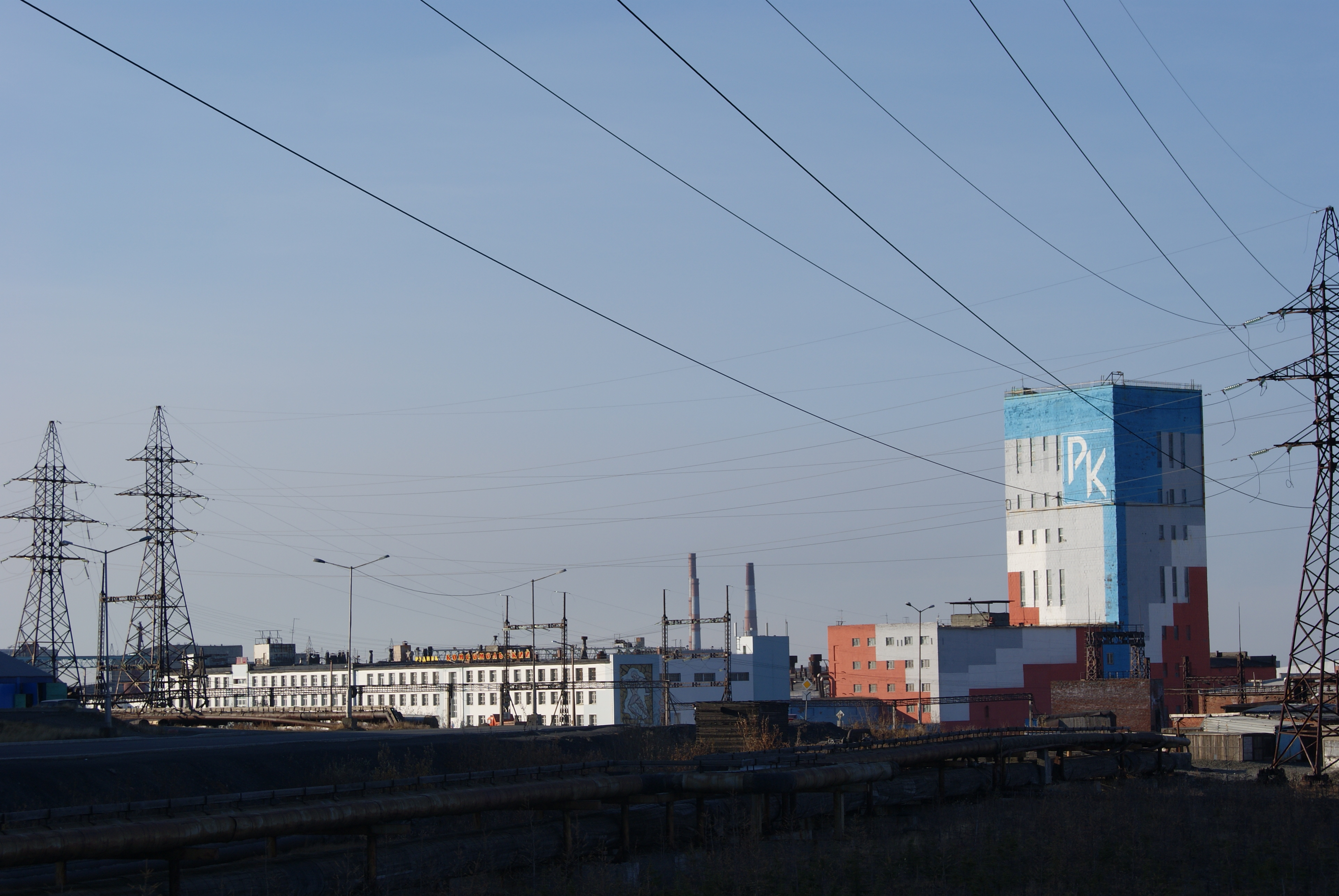
Industriområdet runt Komsomolskijgruvan.
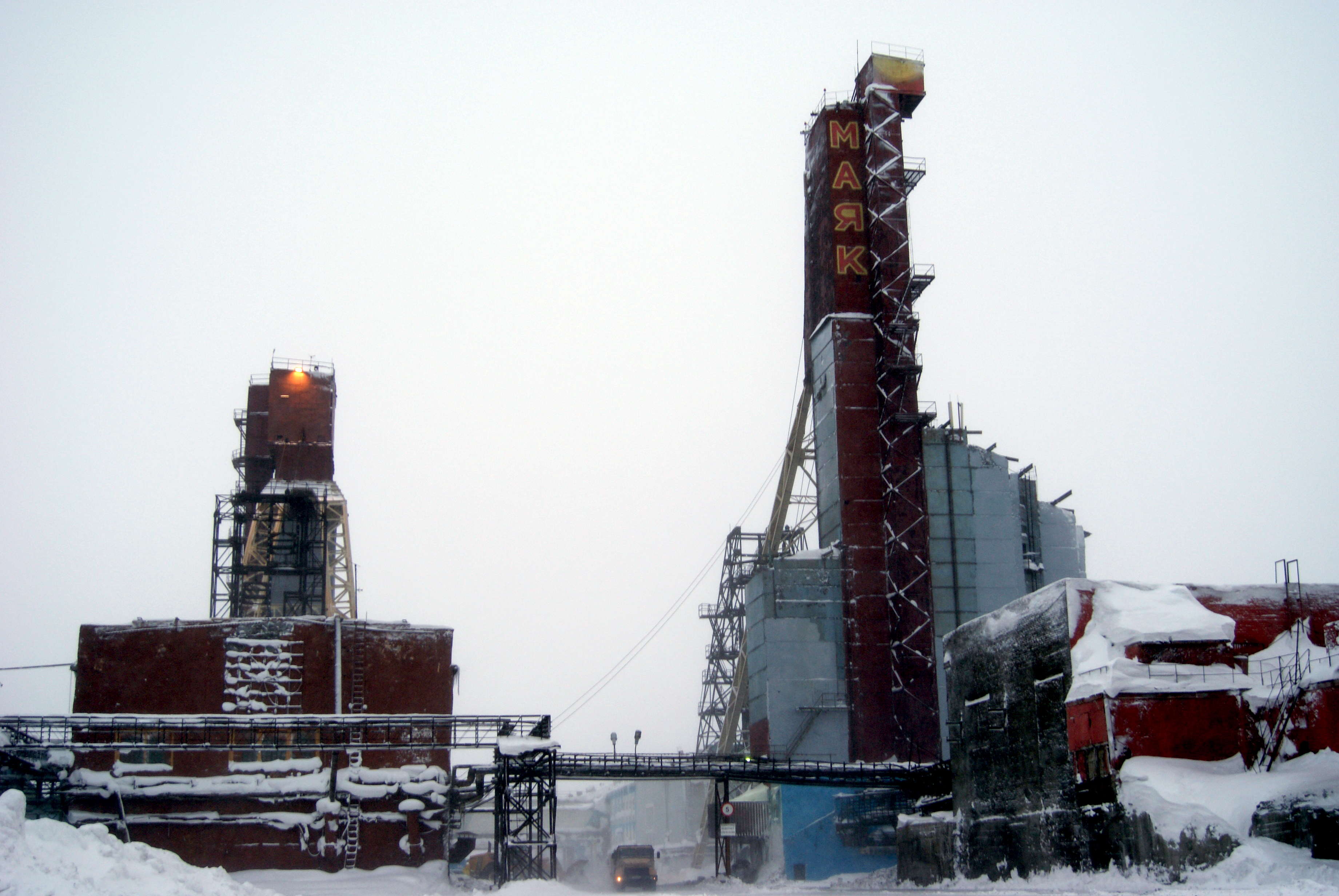
Majakgruvan